# Retratos de la reina Petronila de Aragón y el conde Ramón Berenguer IV de Barcelona
Retratos de la reina Petronila de Aragón y el conde Ramón Berenguer IV de Barcelona es una pintura procedente del Palacio del Buen Retiro de Madrid y actualmente en el Museo del Prado. Se trata de una copia barroca de un original de Filippo Ariosto de 1586 pintado para el Salón Real del Palacio de la Generalidad del Reino de Aragón y destruido en 1809 tras los Sitios de Zaragoza durante la Guerra de la Independencia Española. En el cuadro se representan efigies imaginarias de la reina Petronila de Aragón (reina de Aragón entre 1157 y 1164) a la izquierda, y su esposo el conde de Barcelona Ramón Berenguer IV, a la derecha. Petronila es representada dotada de los atributos reales: Corona real abierta o medieval, cetro, mantón de pieles y collar, bajo el escudo que en el siglo XVI se consideró que representaba en modo privativo al Reino de Aragón: de plata, cruz de san Jorge con cuatro cabezas de moro en los respectivos cuarteles o "Cruz de Alcoraz", documentado por primera vez en 1281 como divisa personal de Pedro III de Aragón "El Grande" (1276-1285), y considerado a partir del siglo XIV por Pedro IV el Ceremonioso como armas antiguas de Aragón, consideración que hizo fortuna en la necesidad de dotar con emblemas privativos a los distintos territorios de la Casa de Aragón. Ramón Berenguer IV es representado con cetro simple bajo escudo con los palos de gules timbrado de corona principesca, su máximo título al casarse con Petronila, el de Príncipe de Aragón, que estaba por encima del originario de conde de Barcelona. Desde el siglo XVI el senyal reyal de la Casa de Aragón se consideró asociado al linaje condal.